# Azgueilem Tiyab
Azgueilem Tiyab este o comună din departamentul Monguel, Regiunea Gorgol, Mauritania, cu o populație de 9.056 locuitori.